# Goud en roem
Goud en roem (Frans: L'or et la gloire) is het 30e album uit de Belgische stripreeks Roodbaard naar een scenario van Jean Ollivier en getekend door Christian Gaty. Het stripalbum werd in 1996 uitgebracht en is een rechtstreeks vervolg op album #29: Strijd om Schildpadeiland.

## Het verhaal
Erik verovert het uit Schildpadeiland gevluchte Spaanse schip San Iago en daarmee de op het schip aanwezige geldschat van 400.000 piaster. Op de terugweg horen ze dat Roodbaard bij Puerto Bello aan land is gegaan op zoek naar Inkagoud. Erik besluit zijn vader een bezoekje te brengen, maar bij de Zwarte Valk aangekomen hoort hij van Driepoot dat Roodbaard het oerwoud is ingetrokken. Erik gaat hem met enkele mannen achterna en vindt een van Roodbaards mannen, die zwaargewond is en Erik vertelt dat de Spanjaarden zijn vader hebben gevangengenomen. Erik verkleedt zich als Spaans luitenant en met Baba als "bediende" gaat hij Puerto Bello binnen. Hier redt hij Anne Maria de Guzman, die de dochter van de Spaanse gouverneur blijkt te zijn. Via haar kan hij in de Spaanse vesting door dringen en Roodbaard bevrijden. Op de terugweg naar de schepen ontmoeten ze de Franse vluchteling Joli-Coeur, die vertelt dat de Engelsen Panama-Stad hebben veroverd op de Spanjaarden en het Spaanse goud hebben meegenomen. Op zee is er een laatste confrontatie met de Spanjaarden, waarbij het Spaanse schip Trijalva wordt vernietigd.